# Marlingford and Colton
Marlingford and Colton är en civil parish i Storbritannien.   Den ligger i grevskapet Norfolk och riksdelen England, i den sydöstra delen av landet, 150 km nordost om huvudstaden London. Antalet invånare är 384. Arean är 6,6 kvadratkilometer.
Terrängen i Marlingford and Colton är platt.